# 磯江俊道
磯江 俊道（いそえ としみち、1969年5月27日 - ）は、日本の作曲家、編曲家、キーボーディスト、マニピュレーター、音楽プロデューサー。有限会社ZIZZ STUDIO代表。

## 活動
主にPCゲームの主題歌やBGMを手掛けている。アーティストのサポートにおいては楽曲提供、プロデュースを行い、コンサートやレコーディングの際にはキーボードの演奏を行う。また、近年では志倉千代丸の楽曲の編曲を数多く担当している。手掛ける曲調はロック、テクノサウンドからアコースティック系まで非常に幅広い。代表作にPCゲーム『吸血殲鬼ヴェドゴニア』『斬魔大聖デモンベイン』の主題歌が挙げられる。
2011年、ロックバンドECHOESに加入。2015年8月5日、自身が作曲・編曲を手掛けた楽曲を集めたベスト・アルバム『ZIZZ BEST-その1- 磯江俊道編』が発売された。

## 主な楽曲提供

### ゲーム・アニメ
- 吸血殲鬼ヴェドゴニア - 「WHIGHT NIGHT」（作曲・編曲）
- "Hello, world." - ED「煌星」（作曲・編曲）
- 斬魔大聖デモンベイン - OP「HOLY WORLD」（作曲・編曲）、ED「天意悠久」（作曲・編曲）
- 機神咆吼デモンベイン - 「人、神、機 -Man God Machine-」（作曲・編曲）、「Shadow in the dark」（作曲・編曲）
- ユア・メモリーズオフ〜Girl's Style〜 - 「Shine〜降りそそぐ風のように〜」（編曲）、「Re-birth」（作曲・編曲）
- Phantom -PHANTOM OF INFERNO-、　Phantom INTEGRATION　- 「Fly」（作曲・編曲）
- Ever17 —the out of infinity— - OP「LeMU～遙かなるレムリア大陸～」（編曲）
- 塵骸魔京 - 「残光」（作曲・編曲）
- 天使ノ二挺拳銃 - OP「I Bless Thy Life」（作曲・編曲）
- 月光のカルネヴァーレ - ED「Memento Vivere 〜生きることを忘れないで〜」（作曲・編曲）、「月下に捧ぐ」（作曲・編曲）
- CHAOS;HEAD - OP「Find the blue」（編曲）、「F.D.D」（編曲）、ED「Desire blue sky」（作曲・編曲）、「クライ」（作曲・編曲）
- CHAOS;HEAD NOAH - OP「fake me」（編曲）、「Fetishism Ark」（編曲）、ED「A will」（作曲・編曲）
- スマガ - ED「Happy blue sky trip」（作曲・編曲）
- 装甲悪鬼村正 - OP「MURAMASA」（作曲・編曲）、ED「落葉」（作曲）、「The Call」（作曲・編曲）
- ヘタリア Axis Powers - 「絶対不敗英国紳士」（作曲・編曲）、「俺様の俺様による俺様の為の歌」（作曲・編曲）
- シャマナシャマナ 〜月とこころと太陽の魔法〜 - ED「琥珀の記憶」（作曲・編曲）
- sweet pool - ED「Miracles may」（作曲・編曲）
- 処女はお姉さまに恋してる - OP「You make my day! 」（作曲・編曲）
- 処女はお姉さまに恋してる 2人のエルダー - OP「アンダーハンデッド・ガール」（作曲・編曲）
- ひぐらしのなく頃に祭 - OP「嘆きノ森」（編曲）、ED「escape」（編曲）
- ひぐらしのなく頃に絆 - OP「追想のディスペア」（編曲）、「Angelic bright」（編曲）、ED「漆黒の祭壇」（編曲）、IM「突風」（作曲・編曲）
- 咎狗の血 - ED「STILL」（作曲・編曲）
- 咎狗の血 True Blood - ED「追憶の風」（作曲・編曲）、ED「Are One」（作曲・編曲）
- Lamento -BEYOND THE VOID-  - OP「Lamento」（作曲・編曲）
- STEINS;GATE - OP「スカイクラッドの観測者」（編曲）、「Hacking to the Gate」（編曲）、ED「Another Heaven」（編曲）
- ブラスレイター - ED「A Wish For The Stars」（編曲）、ED「Sweet Lies」（作曲・編曲）

### 映画
- その後のふたり-Paris Tokyo Paysage-（2013年）
- 醒めながら見る夢（2014年）

### テレビドラマ
- 忘れてしまう前に思い出してほしい（2017年）

## 5pb.とのコラボレーション
2006年9月28日に発売した『乙女の事情』（Nine's fox）で、志倉千代丸率いる5pb.と磯江俊道率いるZIZZ STUDIOが初のコラボを実現し、5zizzを結成。また、2006年2月22日に発売した『ひぐらしのなく頃に祭』や2007年6月28日に発売した『Que〜エンシェントリーフの妖精〜』でもコラボが実現している。